# Norwood (North Carolina)
Norwood is een plaats (town) in de Amerikaanse staat North Carolina, en valt bestuurlijk gezien onder Stanly County.

## Demografie
Bij de volkstelling in 2000 werd het aantal inwoners vastgesteld op 2216.
In 2006 is het aantal inwoners door het United States Census Bureau geschat op 2159, een daling van 57 (-2,6%).

## Geografie
Volgens het United States Census Bureau beslaat de plaats een oppervlakte van
6,2 km², geheel bestaande uit land.

## Plaatsen in de nabije omgeving
De onderstaande figuur toont nabijgelegen plaatsen in een straal van 20 km rond Norwood.